# La carrera del animal
La carrera del animal es una película argentina en blanco y negro, dirigida por Nicolás Grosso, sobre su propio guion. Se estrenó el 23 de febrero de 2012 y tuvo como protagonistas a Valentin Tello, Lautaro Vilo, Gonzalo "Pity" Martínez, Valeria Lois e Ignacio Rogers.

## Sinopsis
El cierre de una fábrica produce una crisis para el dueño, un padre de familia, que se mantiene en las sombras. Desde allí, se ve marcado el destino de sus dos hijos, los otros dos personajes principales y protagonistas: Valentín, el más joven, quien vive humildemente alejado de la empresa familiar, y Cándido, el mayor, quien parece mejor preparado para el juego de poder y violencia de los negocios, incluso si ello implica dañar a su propia familia.

## Premios
La película obtuvo el primer premio en el BAFICI de 2011.

## Reparto
- Julián Tello
- Lautaro Vilo
- Gonzalo Martínez
- Valeria Lois
- Ignacio Rogers
- Marcelo Pozzi
- Esteban Lamothe

## Crítica
El crítico Diego Bruade, de Página 12, cuenta en su crónica que, en el filme, el dueño, que nunca aparece en la pantalla, cierra la fábrica y delega a sus dos hijos –Cándido y Valentín– las decisiones a tomar, pero su figura continúa gravitando. Valentín, que ha elegido vivir en un barrio modesto, va eludiendo a los trabajadores de la fábrica; no le interesa el rol que su padre le asigna y rehúye a su hermano, que oscila entre la cobardía y las ganas de llevar la fábrica al éxito a cualquier costo. Del lado de los trabajadores, estos no tienen actitudes homogéneas.
La huida de Valentín tiene forma de viaje, de atmósfera onírica, que se ve reforzada no solo por la estética visual, sino por la característica distanciada de las actuaciones, sin que nunca termine de estar claro hacia dónde se viaja. En el transcurrir de Valentín por una ciudad que parece no tener límites –y que luego es un entorno rural que tampoco parece tenerlos–, se cruzan personajes que empujan al héroe-antihéroe y que le reclaman decisiones en un tiempo acotado, a las que no llega porque nada habrá de culminar ni de transformarse realmente hasta que Valentín no salga de la duda constante y deje de ser apenas el hijo de su padre.